# Старый кран (Люнебург)
Старый кран (нем. Alter Kran или нем. Alter Krahn) — исторический портовый (судостроительный) кран в бывшем порту на реке Ильменау в ганзейском городе Люнебург (земля Нижняя Саксония). Кран, построенный в 1797 году, являлся на момент создания одним из самых грузоподъёмных в северной Германии; сегодня является охраняемым памятником.